# Nuevo San Agustín
Nuevo San Agustín är en ort i Mexiko.   Den ligger i kommunen Chicomuselo och delstaten Chiapas, i den sydöstra delen av landet, 800 km sydost om huvudstaden Mexico City. Nuevo San Agustín ligger 593 meter över havet och antalet invånare är 167.
Terrängen runt Nuevo San Agustín är varierad. Runt Nuevo San Agustín är det ganska tätbefolkat, med 111 invånare per kvadratkilometer. Närmaste större samhälle är Chicomuselo, 4,5 km öster om Nuevo San Agustín. I omgivningarna runt Nuevo San Agustín växer huvudsakligen savannskog.